# یوجی روکوتان
یوجی روکوتان (انگلیسی: Yuji Rokutan؛ زادهٔ ۱۰ آوریل ۱۹۸۷) بازیکن فوتبال اهل ژاپن است.
از باشگاه‌هایی که در آن بازی کرده‌است می‌توان به باشگاه فوتبال یوکوهاما مارینوس و باشگاه فوتبال آویسپا فوکوئوکا اشاره کرد.